# اينار داهل
اينار داهل (بالسويدية: Einar Dahl)‏ هو سياسي سويدي، ولد في 1 مارس 1904، وتوفي في 17 يناير 1979. حزبياً، نشط في حزب العمال الديمقراطي الاشتراكي السويدي. وقد انتخب عضو البرلمان السويدي ‏ (1954 – 1970).